# Ludomił
Ludomił, Ludmił – męski odpowiednik słowiańskiego imienia żeńskiego Ludomiła, nienotowany w źródłach staropolskich.
Ludomił imieniny obchodzi 20 lutego i 7 maja.

## Znane osoby o imieniu Ludomił
- Ludomił German
- Ludomił Gyurkovich
- Ludomił Korczyński
- Ludomił Pułaski
- Ludomił Rayski

W 1994 roku imię to nosiło 17 mężczyzn w Polsce. 